# エルデスト
『エルデスト 宿命の赤き翼』（Eldest）は、クリストファー・パオリーニによるファンタジー小説である『ドラゴンライダー』シリーズの2作目であり、1作目である『エラゴン』の続編である。原作は2005年8月23日にアメリカで出版され、11月19日に大嶌双恵による日本語訳が日本で出版された。『エルデスト』はオーディオブック（英語のみ）、電子書籍（英語、日本語）の形式でも販売されている。『エラゴン』に続いて、『エルデスト』もニューヨークタイムズ・ベストセラーに選ばれた。2006年9月26日に、イラストレーターと著者の二人によるイラストと新しい情報が追加されたデラックスエディションが発売された（英語版）。現在『エルデスト』は様々な言語に翻訳されている。
『エルデスト』は『エラゴン』でのいくつかの重要な出来事の続きから始まる。ストーリーはエラゴンと彼のドラゴン、サフィラの物語の続きであり、主にドラゴンライダーとしてのさらなる訓練を受けるためのエルフの住処への旅を中心に描かれている。他の部分ではエラゴンの従兄弟であるローランがカーヴァホールの住人をサーダ国まで導きヴァーデンに加わるまでの道程や、ナスアダが亡き父の後を継いでヴァーデンを指揮するところに焦点が当てられている。そしてエラゴンがバーニングプレーンズの戦いで新たなライダー、マータグと新たなドラゴン、ソーンと対面する場面で終わる。
評論家たちは『エルデスト』と『指輪物語』などの他作品との類似性を指摘している一方、名誉や友情などの本のテーマを賞賛している。いくつかのレビューでは、スタイルとジャンルについてコメントしている。

## 概要

### 設定
『エルデスト』は前作、『エラゴン』での出来事から3日後、巨大な洞窟の山ファーザン・ドゥアーの中にあるドワーフの都市、トロンジヒームから始まる。ファーザン・ドゥアーはドラゴンライダーシリーズの舞台となる架空の世界、アラゲイジアの南東部にある。物語を通して、主人公たちは次をはじめとするあらゆる場所を旅する。
エレズメーラ
アラゲイジア北部に位置するドゥ・ウェルデンヴァーデンの森の中にあるエルフの都。
カーヴァホール
アラゲイジア北西部にあるパランカー谷の中に位置する小さな町。
アベロン
アラゲイジア南部に位置するサーダ国の首都。
ヘルグラインド
南部の都市ドラス＝レオナにある山。

### キャラクター
物語は、主にエラゴン、ローラン、ナスアダら主人公を通じて3人称視点で語られる。エラゴンは彼のドラゴンであるサフィラとたいていの場合共に行動している。様々な視点から語られるので、いくつかのストーリーが同時進行で進んでいき、主人公たちはあまり顔を合わせることがない。アーリア（エルフの戦士、エルフの女王の娘）、オリク、ローラン（エラゴンの従弟である主要キャラクター）、アジハド（ヴァーデンの指揮官、死後娘のナスアダが後任）、アンジェラ（薬草師）などのキャラクターは前作『エラゴン』から引き続き登場する。オロミスとそのドラゴン、グレイダーをはじめとするいくつかの新しいキャラクターも導入される。前作でも登場したマータグは当初は主人公の仲間として少しだけ登場するが、物語の終盤でマータグのドラゴン、ソーンとともにエラゴンとの敵対者として再び現れることになる。ガルバトリックスとラーザックは引き続き主要な敵対者として登場するが、本作においてもガルバトリックスは他の登場人物の台詞や回想のみでの登場となる。

### ストーリー
『エルデスト』は反逆軍であるヴァーデン軍の指導者アジハドが死に、マータグと双子が消え、死んだとされる所から始まる。アジハドの葬式の時、彼の娘であるナスアダがヴァーデン軍の次期指導者に選ばれる。主人公エラゴンとサフィラはエルフによってドラゴンライダーとしての訓練を受けるために、ドゥ・ウェルデンヴァーデンの森に行くことを決意する。ドワーフの王フロスガーはエラゴンをダーグライムスト・インジータムの一員にすることを決め、エラゴンの義兄弟となったオリクをドゥ・ウェルデンヴァーデンの森への旅に同行させることになる。森にたどり着いたエラゴンは、そこで「嘆きの賢者」オロミスと前足を一本失ったドラゴン、グレイダーに会う。彼らはエラゴンとサフィラ、ガルバトリックスと彼と強制的に結ばれているシュルーカンの他に密かに生きていた唯一のライダーとドラゴンだった。オロミスとグレイダーは共に深い傷を負っていたため、ガルバトリックスと戦うどころか、倒されないように彼らから隠れなければならない生活を余儀なくされていた。エラゴンとサフィラはそこで論理の使い方、魔法の原理、戦闘方法、学識など様々なことを学んでいく。
時を同じくして、エラゴンの従兄弟ローランは肉屋スローンの娘、カトリーナとの結婚を計画していた。村は平和そのものだったが、突然ガルバトリックスの兵と、ローランの父ギャロウを殺したラーザックによって攻撃を受ける。村の金工ホルストは息子たちとローランを防具で武装させ、ローランはこの時手に入れた槌を使って兵士たちを攻撃していく。なんとか攻撃を食い止めることができたものの、ローランから情報を得たいと言い残し、ラーザックやほとんどの兵士は逃げてしまう。ローラン達は村を上げて２度目の攻撃に備えて村の防御を固める。そして２回目の攻撃の時、またもやラーザックは逃げてしまう。ある夜、ローランが目覚めると、忍び込んだラーザックにカトリーナが襲われている所を目にする。ローランはラーザックの顔を覆う布をめくることに成功するが、それによってラーザックが人間ではなく怪物であることを知る。ラーザックはローランに噛み付き、深い傷を負わせるとともに、カトリーナを誘拐してしまう。ローランが彼らを追う一方で、村の肉屋でカトリーナの父、スローンが村を裏切り、ラーザックと共に行動し始める。ラーザックは、彼らの乗り物でありもともと親であったレザルブラカに乗って逃げていく。
その頃、ナスアダは帝国への攻撃に備えてヴァーデンをトロンジヒームからサーダ国へ移すことを決断する。現在事実上の難民状態となっているヴァーデンは経済危機に陥っていたが、ナスアダが魔法により高価なレースを作り、それを低額で売るという方法を見つけたおかげで解消する。ある夜、部屋にいたナスアダがエルヴァと名乗る者に暗殺者から救われるという出来事が起こる。エルヴァには魔法がかけられており、襲撃者の位置を特定することができた。その襲撃者は、ナスアダを殺そうとしているサーダ国の反政府勢力「黒き手」についての情報をヴァーデンの魔法使いに自白させられ殺された。ナスアダはその後サーダ国政府高官と来るべき帝国との戦いの可能性について議論する。彼らは衝突が始めに予想していたよりも早く起こることに気付き、ドワーフに助けを求めるメッセージを送るとともに、戦いに向けて軍を動員する。
その頃、エラゴンは訓練を続けていたが、彼の背中の傷が一日に何回も苦痛をもたらす発作を起こす度、やる気をなくしていた。彼は『エルデスト』の物語中終始アーリアに夢中になっていた。サフィラも同様にグレイダーに対して同様の問題を抱えており、グレイダーがつがいになる良い相手であると信じ、彼の気を引こうとしていた。エラゴンはサフィラにそれは適切な行為ではないということを伝え、サフィラもエラゴンにアーリアはエラゴンの教育ほど大切ではないと諭す。結局2人の努力は惨めに終わってしまうが、それによって2人の絆がより深まることとなる。その後、古代から続くエルフの祭り、アゲイティ・ブロドレン (血の誓いの祝賀)において、エラゴンは精霊のドラゴンによって身体を変化させられる。その変化は彼の感覚を敏感にし、能力を高め、事実上エルフと人間のハイブリッドにしたと同時に、彼の背中の傷を含むすべての傷跡を癒した。再び元気を取り戻したエラゴンは訓練を続けるが、帝国がサーダ国にいるヴァーデンを攻撃することを知る。エラゴンはアーリアに気持ちを打ち明けるが、彼女は厳しく彼をはねのけてしまう。失望の中、彼は訓練を終えないまま、ヴァーデンを助けるために森を去ることになる。去り際に彼は、魔法の弓矢、12個のダイヤモンドが付いた「賢者ビロスのベルト」、エルフの魔法がかけられた調合薬「フェイルナーヴ」、エラゴンが書き「血の誓いの祝賀」で捧げた詩が記された巻物、そしてオロミスとグレイダーからの祝福を授かる。
一方、ローランはカトリーナを救出しようとしていた。このための唯一の方法がサーダ国にいるヴァーデンに加わることだと考えたローランは、村のほぼすべての住民にサーダ国まで旅することを説得する。ナーダにたどり着いた村の人々は、ティールムへ行くための船を調達しようとする。ローランはそこでブロムの旧友であったジョードに出会い、エラゴンがドラゴンライダーになったことを伝えられる。ローランはその事実に衝撃を受け、ジョードにヴァーデンへ行く助けをしてもらえないかと頼む。ジョードは彼らと共に行くことを決め、仲間を集めて「ドラゴンウイング号」という名の船を盗み出すことに成功する。村の一団はガルバトリックスの手下のボートに追われることとなったが、追手を罠にはめるために「ボアズアイ」と呼ばれる巨大な渦巻きに突入する。
その頃、エラゴンはガルバトリックスの10万という大軍から攻められている最中のヴァーデンのキャンプに到着していた。アーガルの集団がヴァーデンに加勢し、ドワーフの援軍の力も借りてエラゴンは敵を食い止めることに成功する。戦いの最後で、帝国に味方するドラゴンライダーが現れる。そのドラゴンライダーはドワーフの王フロスガーを殺し、すぐにエラゴンと戦いを始める。エラゴンはそのライダーがつけていたマスクをとるが、それによりそのライダーがエラゴンの旧友、マータグであることがわかる。マータグはエラゴンに、自分は誘拐され、彼のためにドラゴンが孵りソーンと名付けられた後無理矢理ガルバトリックスに忠誠を誓わされたのだと言う。マータグはエラゴンに勝っていたが、古い友情を理由に慈悲を見せ、彼を助ける。マータグは去り際、自分はエラゴンの兄弟であると言う事実を告げ、ザーロックの正当な後継者は自分だとして奪ってしまう。最終的に、ガルバトリックス軍はドワーフとカーヴァホールの村人たちの到着とマータグとソーンが去った後大敗し、撤退する。ローランは槌を頭に叩き込むことによって双子を倒すことに成功し、「ローラン・ストロングハンマー」の称号を得る。最後に、エラゴンとローランは再会を果たし、二人でドラス＝レオナにてラーザックにとらわれているカトリーナへの救出へ向かう。

## テーマ
『エルデスト』のいくつかのテーマが注目されている。バーンズ・アンド・ノーブルの評論家は、本の中で描かれている名誉、友情、責任、許しに関するテーマを評価し、これらを「年齢を超越した」と表現している。米スクール・ライブラリー・ジャーナルは、主人公エラゴンがいかに善と悪の意味を追い求めているかについて言及している。３つ目の評論家は、著者は本を面白くするために「テーマを階層化している」とした。別の評論では、物語における力、家族、成熟に関するテーマを高く評価している。パオリーニ本人は『エルデスト』の中の菜食主義についてコメントしている。また、宗教と無神論に関するテーマも含まれている。ドワーフたちが信心深く、エルフたちが無神論者で、エラゴンはいくつかの迷信を除いて信仰を持たずに育ってきたため、大いなる力の存在に対して懐疑的であることが例として挙げられる。

## スタイルとジャンル
『エルデスト』はヤングアダルト（ジュブナイル）とファンタジーに分類される。評論家たちはよく『エルデスト』がどのようにファンタジージャンルから思想を取り入れているかについてコメントしている 。また、いくつかのレビューからは著者の作品のスタイルについて賛否両論が上がっている。『ロサンゼルス・タイムズ』は、作品は成熟しているとしている一方、物語中に一貫性が無いことを批判した。『エンターテインメント・ウィークリー』のレビューでは、ストーリーの展開が遅いとして批判的であり、『ワシントン・ポスト』もまた『エルデスト』はもっと短くされるべきとしている。それに対し、バーンズ・アンド・ノーブルはスタイルが「滑らか」だと称し、『チルドレンズ・リテラチャー』は物語が細部まで作り込まれていることを賞賛している。また、米カーカス・レビューは物語をファンタジー要素とキャラクターのパッチワークにたとえ、独創性はあまり無いが非常に面白く、よくまとまっていると結論付けた。

## 参考
1. ↑  “Eldest audiobook”. Amazon.com. 2007年10月29日閲覧。
2. 1 2  “Eldest eBook”. eBooks.com. 2007年10月29日閲覧。
3. ↑  “Eldest — Deluxe edition”. Amazon.com. 2006年5月27日閲覧。
4. ↑  “Eldest”. Gailivro. 2007年12月5日時点のオリジナルよりアーカイブ。2007年11月12日閲覧。
5. ↑  “Eldest (Inheritance Cycle #2)”. Barnes & Noble.com. 2008年1月21日閲覧。
6. ↑  “ELDEST: Inheritance, Book II”. Bookreporter.com. 2008年1月21日閲覧。
7. ↑  “Eldest: Inheritance, Book II (Audio CD Unabridged)”. Buy.com. 2008年1月28日閲覧。
8. ↑  “Eldest”. Random House. 2007年12月16日閲覧。
9. ↑  “Eldest”. Common Sense Media. 2007年12月16日閲覧。
10. ↑  “Reviews of Eldest”. Amazon.com. 2007年9月23日閲覧。
11. 1 2  “Eldest (Inheritance Cycle #02) by Christopher Paolini”. Powell's Books. 2008年2月3日閲覧。
12. ↑  “BookBrowse reviews of Eldest”. BookBrowse. 2007年9月23日閲覧。